# 1555 en littérature
| Années de la littérature : 1552 - 1553 - 1554 - 1555 - 1556 - 1557 - 1558    |
| Décennies de la littérature : 1520 - 1530 - 1540 - 1550 - 1560 - 1570 - 1580 |

Cet article présente les faits marquants de l'année 1555 en littérature.

## Événements
- Le séfarade Joseph Karo, arrivée à Safed, en Haute-Galilée vers 1538, achève sa grande compilation talmudique commencée à Andrinople, le Beit Yossef (« La Maison de Joseph »). De 1555 à 1558, il en rédige un résumé, le Choulhan Aroukh (« La Table Servie »). Né en 1488 en Espagne, il meurt à Safed en 1575[1].

## Parutions

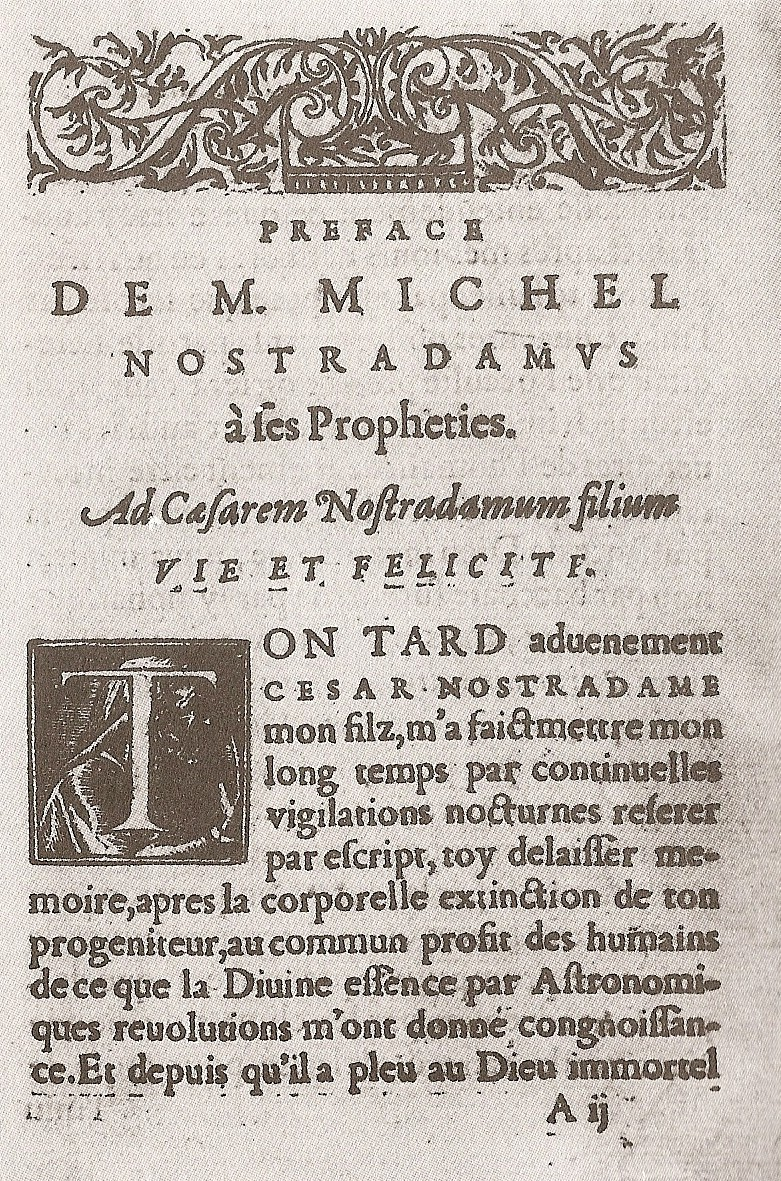
Préface des Centuries de Nostradamus

- 30 mars : Augustin de Zarate signe la dédicace de Historia del descubrimiento y conquista de la Provincia del Perú, y de las guerras y cosas señalada en ella, publié à Anvers par Martinus Nutius (en)[2].
- Mars : impression à Bâle de La Bible nouvellement translatée de Sébastien Castellion par Jean Hervage[3].
- 3 mai : Aquí comiença un vocabulario en la lengua castellana y mexicana, dictionnaire bilingue espagnol-nahuatl du franciscain espagnol Alonso de Molina, imprimé à Mexico[4].
- 4 mai : l'astrologue français Nostradamus publie ses Prophéties, un livre contenant les trois premières Centuries, chez l’imprimeur lyonnais Macé Bonhomme[5].

- Historia de Gentibus Septentrionalibus, de Olaus Magnus, publié à Rome[6].
- Le Meshari (Missel), premier livre imprimé et publié en albanais, écrit par le prêtre catholique Gjon Buzuku[7].
- Art poétique et L’amour des amours, vers liriques, de Jacques Peletier du Mans, publiés à Lyon par Jean de Tournes[8].

### Poésie
- 12 août : publication des Œuvres complètes ( Débat de Folie et d'Amour, Élégies, Sonnets) de Louise Labé à Lyon chez l'imprimeur Jean de Tournes[9].
- Octobre ou novembre : Les Hymnes, recueil de poèmes de Ronsard (premier livre)[10].

- Les Amours de Francine, poèmes de Jean Antoine de Baïf[11].
- Les Erreurs amoureuses, en vers françois, augmentées d'une tierce partie et d'un livre de vers lyriques de Pontus de Tyard, imprimé chez Jean de Tournes à Lyon[12].
- Continuation des amours ou Les Amours de Marie, de Ronsard[13].

## Théâtre
- Vers 1555 : Didon se sacrifiant, tragédie d'Étienne Jodelle, publiée en 1574[14].

## Naissances
- François de Malherbe, poète français († 16 octobre 1628).

## Décès
- 18 avril : Polydore Virgile (en latin Polydorus Vergilius), humaniste et historien italien, né en 1470.